# Suhl (tỉnh)
Bezirk Suhl là một tỉnh (Bezirk) của Cộng hòa Dân chủ Đức. Trụ sở và thành phố chính là Suhl.

## Lịch sử
Cùng với 13 tỉnh khác, tỉnh Suhl được thành lập vào ngày 25 tháng 7 năm 1952, thay thế các bang cũ của Đức. Sau ngày 3 tháng 10 năm 1990, tỉnh bị bãi bỏ trong giai đoạn tái thống nhất nước Đức, trở thành một phần của bang Thüringen.

## Địa lý

### Vị trí
Bezirk Suhl là tỉnh cực tây và nhỏ nhất tại CHDC Đức, giáp với các Bezirke Erfurt và Gera. Tỉnh cũng có biên giới với Cộng hòa Liên bang Đức.

### Phân cấp
Bezirk được chia thành 9 kreise: 1 quận (Stadtkreis) và 8 huyện (Landkreise): 
- Quận: Suhl.
- Huyện: Bad Salzungen; Hildburghausen; Ilmenau; Meiningen; Neuhaus; Schmalkalden; Sonneberg; Suhl.